# Ж
Pour la lettre tifinagh, voir ⵣ.
Cette page contient des caractères spéciaux ou non latins. S’ils s’affichent mal (▯, ?, etc.), consultez la page d’aide Unicode.

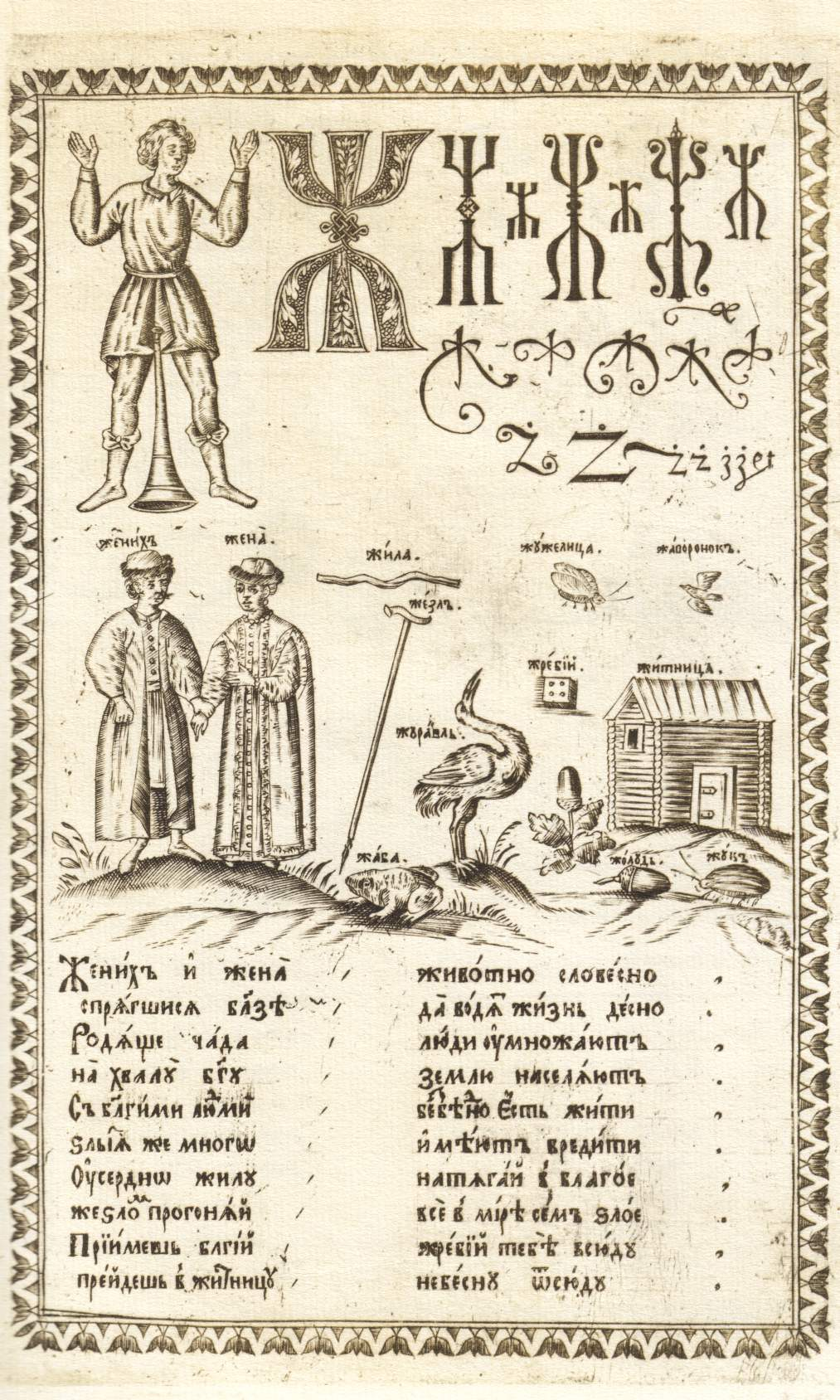
Les formes du že dans l’Alphabet de Karion Istomin de 1694.

Že, en français Jé ou Gé (capitale Ж, minuscule ж) est une lettre de l'alphabet cyrillique.

## Linguistique
Le lettre Ж représente généralement une consonne fricative post-alvéolaire voisée (/ʒ/) ou une consonne fricative rétroflexe voisée (/ʐ/) en russe et dans d'autres langues en API. En mongol, Ж note /dʒ/ ou /tʃ/.
Ж est souvent transcrite par « j » en français, par « ž » dans les langues slaves (« ż » en polonais) et les translittérations habituelles, par « sh » en allemand selon la pratique d'Allemagne de l'Est (en Allemagne fédérale, la notation « sch » confond Ж et Ш), en anglais et en espagnol par « zh ».

## Histoire
L'origine de la lettre Ж n'est pas connue. Aucune lettre similaire n'existait dans les alphabets grec, latin ou autres avant la création de l'alphabet cyrillique. L'origine de živěte, comme de la plupart des lettres glagolitiques, n'est pas claire. On peut cependant voir un lien avec la lettre copte ḏanḏia (Ϫ, ϫ). Remarque : cette lettre ressemble à une composition par symétrie avec la lettre « к » qui serait symétrique à elle même « ж ».

## Variantes
- Ӂ, ӂ note en moldave le son /dʒ/, équivalent du g devant e et i en roumain.
- Җ, җ note /ʒʲ/ ou /dʒ/ en tatar, kalmouk et doungane.
- Ӝ, ӝ note /dʒ/ en oudmourte.

Enfin, le digramme Дж, дж est utilisé dans les langues ukrainienne, biélorusse et bulgare pour noter /dʒ/.

## Représentation informatique
Le jé peut être représenté avec les caractères Unicode suivants :
| formes    | représentations | chaînes de caractères | points de code | descriptions                   |
| --------- | --------------- | --------------------- | -------------- | ------------------------------ |
| capitale  | Ж               | Ж                     | U+0416         | lettre majuscule cyrillique jé |
| minuscule | ж               | ж                     | U+0436         | lettre minuscule cyrillique jé |